# Falkenstein (zřícenina hradu)
Falkenstein je zřícenina hradu v severní části Weinviertelu u městyse Falkenstein v Dolních Rakousích.

## Poloha
Zřícenina hradu stojí v nadmořské výšce 299 metrů na vysokém vápencovém útesu ve strategicky vynikající poloze.

## Historie
Původní hrad byl postaven kolem roku 1050 jako říšská pevnost a příslušel pod farní úřad Falkenstein. Předpokládá se, že založení hradu bylo za druhé vlny bavorské kolonizace Weinviertelu za císaře Jindřicha III. Černého. V roce 1106 by mohl hrad při příležitosti sňatku Leopolda III. Babenberského s dcerou císaře Jindřicha IV., Agnes, jako královský majetek v držení zemských knížat. Hrad zůstal lénem až do 1571.
Hrad byl opakovaně po delší dobu jako zástava převáděn na různé šlechtické rody, mezi jinými také rod Liechtensteinů. Hrad držela od roku 1480 do 1571 rodina Fünfkirchenů. Roku 1572 prodal Maximilian II. hrad a panství Falkenstein plukovníkovi Hansi von Trautson. On a jeho potomci přestavěli hrad na renesanční tvrz.
Roku 1645 se hradu zmocnili Švédové, ale nezničili jej. Úpadek nastal až koncem 17. století, navíc hrad byl samotnými vlastníky rozebírán jako stavební materiál. Po smrti knížete Jana Viléma Trautsona (1700–1775), posledního mužského potomka Trautsonů, připadl Falkenstein na potomstvo knížete Jindřicha Josefa Auersperga, později na rod Bartensteinů a roku 1850 na svobodného pána Maximiliana Vrintse (od 1860 s přídomkem Graf von Falkenstein).

## Současnost
Současný majitel Georg Thurn-Vrints upravil zříceninu hradu, zpřístupnil veřejnosti a založil sdružení pro zachování zříceniny. Od roku 1992 se provádí archeologický výzkum pod dohledem spolkového památkového úřadu. V letním období se zde pořádají rytířské turnaje v působivém prostředí středověké tvrze a také divadlo či koncerty.